# Плодчетата
„Плодчетата“ (на испански: Los Fruittis) е анимационен сериал, продуциран от D'Ocon Films Production в Испания през 1989 г., създаден е от Антони Д'окон, а сценарият е на Йозеф Вициана. Сериалът дебютира  на 30 септември 1990 г. и свършва на 21 юни 1992 г.

## В България
В България сериалът започва излъчване по Канал 1 от 1992 г. до 1999 г. с български дублаж. В него участва Стефан Димитриев.
През 2008 г. епизодите се издават на DVD от „А Дизайн“, а по-късно се излъчват и по EKids, както и по различни кабелни телевизии. Дублажът е Ретел Аудио-Видео. Ролите се озвучават от Живка Донева, Живко Джуранов и Станислав Пищалов.